# 小栗旬のオールナイトニッポン
『小栗旬のオールナイトニッポン』（おぐりしゅんのオールナイトニッポン）は、ニッポン放送の深夜番組『オールナイトニッポン』枠で放送されていたラジオ番組。

## 概要
- 2006年11月4日に放送された『小栗旬のオールナイトニッポンR』での反響の大きさからレギュラー抜擢に至った。
- 第1回目の放送から小栗旬の番組内の呼び名をリスナーから募集し、第3回目（2007年1月17日放送）で、「旬カーベル」が呼び名に決定したが、その後本人の要望で中止され、今では本人にとって黒歴史となっている。
- 小栗旬のフリートーク（近況報告や仕事報告など）とリスナーからの質問メールなどに答えるのが主となっている。また他のオールナイトニッポンと比べ比較的ゲスト出演が多く、ゲスト出演の場合ゲストとのトークが主となる。小栗との共演者が比較的多く、脚本家や監督業などを主とするゲストも居る。
- 進行などは意外に器用でドランクドラゴンの塚地武雅はゲスト出演の際、「進行が巧い。普通もうちょっとグダグダになるもんやけど、ウチの鈴木よりはるかに巧い」と評価している。
- レギュラー放送当初は、フリートークに自信がなく「俺の話面白くないですよね」などと自虐的になることが多かったが、ある回から無理に面白くする必要は無いと気づき、小栗独特の良さが出たラジオトークとなっている。またフリートークが微妙な感じになったり、暴走し始めるとすぐにジングルが流れるため、ジングルにツッコミを入れることも多い。
- 小栗自身が舞台やドラマ撮影の日程上スタジオに来られない日があるが、その場合は録音放送ではなく宿泊先のホテルから生放送という体制をとっている（第82回の公式ホームページより　下記参照）。その際は、吉田尚記アナウンサーがニッポン放送のスタジオで待機し、中継回線が途切れた時に対応できるようになっている。また2007年放送の「情熱大陸」でその様子が紹介されたことから、ホテルの特設スタジオの事を「情熱スタジオ」と呼んでいる。
- 海外での仕事により生放送が不可能な場合やその他スケジュールの都合により、過去に何度か録音放送を行ったことがある。録音放送時はあたかも生放送であるかのように装うが、時事ネタが非常に曖昧、メールの募集をためらう、現在時刻をしつこく言う、生電話においてのリスナーの反応など不自然な点が多々あるため、録音であると簡単に分かるようになっており、番組の最後にようやく小栗の口から録音であると発表される（"時間旅行"と表現する場合もある）。
- 番組開始当初は事務所から下ネタは避けるように言われていたため、話した途端ジングルが入り強制終了させられることが多かったが、第50回以降、番組コンセプトは「アクティング&エロ」となった。キャッチフレーズは「ちょっぴり（ちょこっと）おつまみ水曜日」。
- 第121回では番組初の外ロケ放送を敢行。「おぐ散歩」（『ちい散歩』を真似たもの）と題し、代々木公園、天地人撮影スタジオ、渋谷区内の某スタジオ、タワーレコード渋谷店を訪問した。
- 150回目の放送となった2010年3月31日をもって俳優業に専念するため小栗はオールナイトニッポンを卒業。
- 2010年7月14日、自身が監督した映画『シュアリー・サムデイ』の宣伝を兼ねて復活。奇しくも水曜日の放送となる。詳細は以下に記述。
- 2010年8月3日に番組公式本「旬刊小栗」がワニブックスより発売。

## ニッポン放送のスタジオ以外からの放送
- 第13回 2007年4月4日　大阪府の某ホテルの8Fの1室より生放送 ※映画撮影のため
- 第17回 2007年5月9日　大阪府の某ホテルの1室より生放送 ※同上
- 第29回 2007年8月8日　大阪府の某ホテルの1室より生放送 ※舞台地方公演のため
- 第44回 2007年12月5日　大阪府の某ホテルの1室より生放送 ※同上
- 第82回 2008年9月17日　大阪府の某ホテルの1室より生放送 ※映画撮影のため
- 第107回 2009年4月29日　大阪府の某ホテルの1室より生放送 ※舞台地方公演のため
- 第121回 2009年8月19日　東京都渋谷区にて外ロケ放送（8月15日14時頃収録）

## コーナー
※印は不定期コーナー
オープニングの台詞
映画やドラマで実際使われたセリフや誰かの名言をリスナーから募集し、オープニングで小栗が言うもの。過去のオープニングの台詞と元ネタは下記参照。
オールナイトニッポン演劇部※
リスナーから入部希望者を募り、オーディションに合格した部員が小栗とラジオドラマに出演し、最終的に小栗演出のもと舞台公演を行うというもの。物語の原案もリスナーから募っており、脚本は番組放送作家の三枝玄樹が担当。現在部員は3名で、2008年4月6日に横田栄司をゲスト迎えて第1回公演が行われ、第2回公演も決定している。また「シャッフル劇場」と題し、『花より男子2』、『花ざかりの君たちへ〜イケメン♂パラダイス〜』放送時には各ドラマのメインキャストをゲストに迎え、それぞれの配役をシャッフルして台本を読むこともあった。
旬のおすすめメニュー
小栗のその週のお薦めソングを紹介している。
小栗旬に1000の質問
リスナーから小栗へ1000問の質問を募集し、それに答えていく。録音放送の時によく行われる。
別に、エロくないですよ
「もっと、ちょうだい」から派生したもの。別にエロい言葉じゃないのに、何故かそう聴こえるやり取りやセリフを募集する。
水嶋ヒロの弱点を探せ!
俳優の水嶋ヒロの架空の弱点を募集している。第85回で『花ざかりの君たちへ…』で共演した水嶋について小栗が、「ルックス・学歴・運動神経も抜群な上に英語が堪能で声がセクシーなヒロに弱点はないのか?」とリスナーに募集したが弱点といえるものが見つからず、ならば勝手に作ってしまおうということでコーナー化。なお、水嶋に許可はとっておらず、バレた場合は小栗が土下座をすることになっている。また、ファンレター等でコーナーの存在をバラすことも禁止している。
小栗プランニング（有）
デートコース、結婚式、学園祭、告白など人生の様々なシーンをリスナーに直接電話をして小栗が企画・立案するコーナー。不景気により株式会社から有限会社に変更された。録音放送時によく行われる。
小栗温泉
コンセプトは終了したコーナー「もっと、ちょうだい」と同様で小栗を癒す言葉を募集しているが、主に小栗を貶すような内容を紹介している。
GTO（グレート・ティーチャー・オグリ）
3年B組旬八先生からコーナー名を改めたもの。恋愛や人間関係など、学校での悩みを生電話で小栗に打ち明けるコーナー。「クローズZEROⅡ祭」時は3年E組源八先生と題し、相談を受け付けていた。
甲乙つけがたい
世の中にある甲乙つけがたい二つのものを募集するコーナー。
代読屋
直接伝えるのは恥ずかしいけれど思いを伝えたいというリスナーに手紙を書いてもらい、それをラジオを通して小栗が代読するコーナー。
全国こけしファン倶楽部※
ミキサーの大坪くんにより考案。リスナーからこけしに関する情報を募集する、小栗曰く3ヶ月に一度ペースで行うコーナー。コーナー中は独特なこけしの歌が流れる。
はばたけ！学生演劇応援団
GTOに寄せられる相談の多くが演劇に関するものであったことからコーナーとして独立。演劇に関する相談に小栗が応える。

## 過去のオープニングの台詞と元ネタ

### 2007年
- 第1回 1月3日 「生きるべきか、死ぬべきか、それが問題だ。」（シェークスピア作『ハムレット』）
- 第2回 1月10日 「またつまらぬものを斬ってしまった。」（『ルパン三世』 
石川五ェ門）
- 第3回 1月17日 「あなたが、チュきだから〜」（韓国の俳優・チャン・ドンゴンのCM内のセリフ）
- 第4回 1月24日 「ワタクシ、生まれも育ちも葛飾柴又････」（映画『男はつらいよ』寅さん）
- 第5回 1月31日 「跳べない豚は、ただの豚だ!!」（映画『紅の豚』）
- 第6回 2月14日 「千の誓いが欲しいのか、万の誓いが欲しいのか、命を懸けた言葉をもう一度言えと言うのか、“愛している。愛しているとも!!”」（漫画・舞台『ベルサイユのばら』）
- 第7回 2月21日　コーナー休止 ※スペシャルウィークのため
- 第8回 2月28日「立て、立つんだジョーーーーーーーーー!!!!」（『あしたのジョー』）
- 第9回 3月7日「君が踊り僕が歌う時、新しい時代の夜が生まれる。太陽の代わりに音楽を、青空の代わりに夢を。フレッシュな夜明けをリードする」（『オールナイトニッポンエバーグリーン』斉藤安弘）
- 第10回 3月14日「間違ってるよ〜ぉんぉんぉん　」（ドラマ『花より男子』花沢類）
- 第11回 3月21日「早く人間になりたい」（『妖怪人間ベム』）
- 第12回 3月28日「月に変わっておしよきよ」（『美少女戦士セーラームーン』）
- 第13回 4月4日　コーナー休止 ※大阪から放送のため
- 第14回 4月11日　コーナー休止 ※スペシャルウィークのため
- 第15回 4月18日　コーナー休止 ※スペシャルウィークのため
- 第16回 5月2日　「安西先生、バスケがやりたいんです。」（漫画『SLAM DUNK』）
- 第17回 5月9日　「これからお休みの方も、これからお目覚めの方も時刻は午前1時を回りました」（「めざにゅ〜」）
- 第18回 5月16日　「は〜ひふ〜へほ〜｣（アニメ『それいけ!アンパンマン』）
- 第19回 5月23日　「ハハッ、ボクミッキー」（ミッキーマウス）
- 第20回 5月30日　「驚き桃の木山椒の実 一気に時を渡りきり ついに出た出た　やっと出た地球のアイドル ヤットデタマン!」（アニメ『ヤットデタマン』）
- 第21回 6月6日　「どうか不埒なやつだとお咎めになりませぬよう。確かに私の罪は重い。これほど美しく優れた女性の言葉に背こうというのですから。しかし、お二人の美しい目と優しいお気持ちを支えに試練に立ち向かわせてください。もし私が敗れたとしても、もともと運に恵まれなかった男が一人恥をかくだけです。殺されたとしても、死にたがっている男が一人死ぬだけのこと。そうなっても友達に迷惑はかかりません。私の死を悲しんでくれる友など一人もいないのですから。世間に害を加えるわけでもない、どうせこの世に何一つもっていないのですから。私はこの世界で一人分の場所を塞いでいるだけの男です。そこが空になれば、もっとましな人間が埋めてくれるでしょう」[1]（舞台『お気に召すまま』オーランドー）
- 第22回 6月13日　「如月ミキは自殺じゃない、殺されたんです」（映画『キサラギ』オダ・ユージ）
- 第23回 6月20日　「私、結婚します」　（ドラマ『花嫁とパパ』）
- 第24回 6月27日　「俺たちはカラス、鳥かごなんていらねぇ、てっぺん目指して飛んでやるよ!」（映画『クローズZERO』）
- 第25回 7月4日　「君の横隔膜になりたい」[2]
- 第26回 7月18日　「パトラッシュ……僕もう疲れたよ。なんだか眠いんだ」（アニメ『フランダースの犬』）
- 第27回 7月25日　「やっぱりダメみたい。私もう疲れた。いろいろありがとう。じゃあね」（映画『キサラギ』）
- 第28回 8月1日　「元気があれば何でもできる! 1、2、3、ダァ〜〜〜!」（アントニオ猪木）
- 第29回 8月8日　「電波の届かない場所にいるか、電源が入っていないためかかりません」
- 第30回 8月15日　　「気合いだ!気合いだ!気合いだ!気合いだ!」（アニマル浜口）
- 第31回 8月29日　コーナー休止 ※スペシャルウィークのため
- 第32回 9月5日　「ファウルボールにはご注意ください」
- 第33回 9月12日　「いつか水嶋ヒロになりたーい!」[3]
- 第34回 9月19日　「今度は俺が迎えに行くから...」[4]（ドラマ『花ざかりの君たちへ〜イケメン♂パラダイス〜』佐野泉）
- 第35回 9月26日　「俺は天の道を往き、総てを司る男だ」（ドラマ『仮面ライダーカブト』天道総司）
- 第36回 10月3日　「シ〜タ〜」（映画『天空の城ラピュタ』）
- 第37回 10月10日　「顔面整形してやるよっ!あ〜ん?」（映画『クローズZERO』）
- 第38回 10月17日　コーナー休止 ※公開録音のため
- 第39回 10月24日　「実に面白い」（ドラマ『ガリレオ』）
- 第40回 10月31日　｢トリック オア トリート｣
- 第41回 11月7日　「このローマ帝国にあって、自由なのは俺一人だ」（小栗旬主演の舞台『カリギュラ』）
- 第42回 11月21日　「いいかばか者、よく聞け」（小栗旬主演の舞台『カリギュラ』）
- 第43回 11月28日　「ほ〜れ、お仕置きだべぇ」（アニメ『ヤッターマン』）
- 第44回 12月5日　コーナー休止 ※大阪から放送のため
- 第45回 12月12日　コーナー休止
- 第46回 12月19日　「バーロー」（漫画・アニメ『名探偵コナン』）
- 第47回 12月26日 「1年間聴いてくれて、ありがとうございました!」

### 2008年
- 第48回 1月2日   「ビクトリ〜〜」（小栗旬主演のドラマ『貧乏男子 ボンビーメン」』のCM）
- 第49回 1月9日   「喪服を着れば、盛り上がれるんです!」　（映画『キサラギ』安男）
- 第50回 1月16日　「お客様は何様でございますか」（ドラマ『貧乏男子 ボンビーメン』白石涼）
- 第51回 1月23日　「お前は今日からうちの子だよ」（ドラマ『貧乏男子 ボンビーメン』小山一美）
- 第52回 1月30日　「聴くと頭が悪くなる　世界で一番偏差値の低いラジオ番組」（古田新太）
- 第53回 2月6日　「へぇ〜」（フジテレビ系バラエティ番組「トリビアの泉 〜素晴らしきムダ知識〜」）
- 第54回 2月13日　「いつもごっつあんです!」（ドラマ『貧乏男子 ボンビーメン』第5話に登場したセリフ）
- 第55回 2月20日　「麒麟です」（麒麟）
- 第56回 2月27日　「俺様をナメるなよ!」（漫画・アニメ『ドラゴンボール』ベジータ）
- 第57回 3月5日　「いや、奴はとんでもない物を盗んでいきました。あなたの心です」（映画『ルパン三世 カリオストロの城』銭形警部）
- 第58回 3月12日　「ビクトリー」（ドラマ『貧乏男子 ボンビーメン』小山一美）
- 第59回 3月26日　「わが生涯に一片の悔いなし」（漫画・アニメ『北斗の拳』）
- 第60回 4月2日　「体は治せても　心を治さなくては意味が無い」（漫画『ブラック・ジャック』）
- 第61回 4月9日　コーナー休止
- 第62回 4月16日　「今日から鈴蘭だ」（映画『クローズZERO』滝谷源治）
- 第63回 4月23日　コーナー休止
- 第64回 5月7日　「男には、負けると分かっていても戦わなければならない時がある!」（映画『銀河鉄道999』）
- 第65回 5月14日　「テッペンめざして飛んでやるよ」（映画『クローズZERO』）
- 第66回 5月21日　「俺は助けてもらえないと生きていけない自信がある」（漫画『ONE PIECE』）
- 第67回 5月28日　「夢は不満足から生まれる　満ち足りた人間は夢を見ない」（ドラマ『ROOKIES』川藤幸一）
- 第68回 6月4日　「死ぬなら朝の洗面台」（舞台『95kgと97kgのあいだ』）
- 第69回 6月11日　「カレーに見せかけたウンコかもしれないだろ」（ドラマ『花より男子2 リターンズ』道明寺司）
- 第70回 6月18日　「こうなったら、メチャクチャにしちゃえば?」（ドラマ『花より男子2 リターンズ』花沢類）
- 第71回 6月25日　「なんか濡れてる」（ドラマ『花より男子』花沢類）
- 第72回 7月2日　「早く、僕を捕まえてみろ」（ドラマ『魔王』成瀬領）
- 第73回 7月9日　「あー、めんどくせー」（ドラマ『池袋ウエストゲートパーク』真島誠）
- 第74回 7月16日　「んちゃ!」（漫画・アニメ『Dr.スランプ』則巻アラレ）
- 第75回 7月23日　コーナー休止 ※岩手県沿岸北部地震の報道のため
- 第76回 8月6日　「次、いってみよう!」（いかりや長介）
- 第77回 8月13日　「負けっぱなしじゃ、終わんねぇ!」（映画『クローズZERO II』）
- 第78回 8月20日　「おい、鬼太郎!」（アニメ『ゲゲゲの鬼太郎』目玉おやじ）
- 第79回 8月27日　「ビクトリー!」（ドラマ『貧乏男子 ボンビーメン』小山一美）
- 第80回 9月3日　「地球を救うのか……この俺が……」（漫画・映画『20世紀少年』ケンヂ）
- 第81回 9月10日　「死亡予告書をお届けに参りました」（漫画・映画『イキガミ』）
- 第82回 9月17日　「口が裂けるほど笑わせてやるよ」　（映画『ダークナイト』）
- 第83回 9月24日　「本当にいい人生を歩ませてもらった」（王貞治）
- 第84回 10月1日　「何人たりとも俺の眠りを妨げる奴は許さん!」（漫画『SLAM DUNK』流川楓）
- 第85回 10月8日　「否応なく人は老いていく。否応なく死は訪れる」（緒形拳）
- 第86回 10月15日　「くそお世話になりました」（漫画『ONE PIECE』サンジ）
- 第87回 10月22日　「世界を動かそうと思えば 自分を動かすことから始めよう」（ソクラテス）
- 第88回 11月5日　「死ぬと思って生きなさい 永遠に生きると思って学びなさい」[5]（マハトマ・ガンディー）
- 第89回 11月12日　「お前の道を進め!人には勝手なことを言わせておけ」（ダンテ・アリギエーリ）
- 第90回 11月26日　「世の中には幸福も不幸もない。ただ、考え方でどうにでもなるのだ。」（ウィリアム・シェイクスピア）
- 第91回 12月3日　「歳を重ねただけで人は老いない。理想を失うときに、老いがくる。（サミュエル・ウルマン）
- 第92回 12月10日　「いいかい、怖かったら怖いほど逆にそこに飛び込むんだ」（岡本太郎）

### 2009年
- 第93回 1月7日　「人間は賞賛を勝ち得ているときが 最も危険なときである」（フローレンス・ナイチンゲール）
- 第94回 1月14日　「僕の前に道はない 僕の後ろに道はできる」（高村光太郎）
- 第95回 1月21日　「我々に必要なことは、新時代の責任だ」（バラク・オバマ）
- 第96回 1月28日　「小栗旬がぁぁ、出会ったぁぁ」（「世界ウルルン滞在記」下条アトム）
- 第97回 2月4日　「けーんーじー君、あーそびーましょ」（映画『20世紀少年 第一章』）
- 第98回 2月11日　「毎度お馴染み、流浪の番組」（「タモリ倶楽部」）
- 第99回 2月18日　コーナー休止
- 第100回 3月4日　コーナー休止
- 第101回 3月11日　「僕は死にましぇーん!あなたが好きだから!」（ドラマ『101回目のプロポーズ』星野達郎）
- 第102回 3月18日　「今日は帰しませんよ!」[6]
- 第103回 4月1日　「今日から鈴蘭だ!」（映画『クローズZERO』滝谷源治）
- 第104回 4月8日　「俺たちはカラス。負けっぱなしじゃ終われねぇ」（映画『クローズZEROⅡ』予告）
- 第105回 4月15日　「カラスの生き様、見せてやるよ」（映画『クローズZEROⅡ』滝谷源治）
- 第106回 4月22日　「鏡を見るたびに 俺の顔を思い出せ」[7]（ドラマ『スマイル』林誠司）
- 第107回 4月29日　「テクが足りなきゃ、ハートで勝負しろ」
- 第108回 5月13日　「もともと地上に道はない 歩く人が多くなればそれが道になるのだ」（魯迅）
- 第109回 5月20日　「大事を成す者は最期の最期まで諦めないものだ」（石田三成）
- 第110回 5月27日　「人生に大切なことは五文字で言えば『上を見るな』 七文字で言えば『身のほど知れ』」（徳川家康）
- 第111回 6月3日　「夢は逃げない 逃げるのはいつも自分だ」（高橋歩）
- 第112回 6月10日　「キャンドゥ！アッパー！フック！」[8]（小栗の付き人・アマゾン）
- 第113回 6月17日　「人生は道路のようなものだ。一番の近道は、たいてい一番悪い道だ」（フランシス・ベーコン）
- 第114回 6月24日　「隣に竹垣に竹立てかけたのは、竹立てたかったから竹立てかけた」
- 第115回 7月1日　「はい、がんばってます」（ドラマ『スマイル』寛太）
- 第116回 7月8日　「プロの条件とは10%の才能と20%の努力…30%の臆病さ…残る40%は運だろうな」（漫画『ゴルゴ13』）
- 第117回 7月15日　「私の生き方は実にシンプルだ。朝起きて夜寝る。その間は最善を尽くして仕事をする」（ケーリー・グラント）
- 第118回 7月22日　「負けたことがある。というのが、いつか大きな財産となる」（漫画『スラムダンク』）
- 第119回 8月5日　「毒を飲むのはいつだって男であるべきだ。違うかい？」（金子ノブアキの旧ブログ）
- 第120回 8月12日　「死にに行くわけじゃない。俺が本当に生きているかどうか、確かめに行くんだ」（アニメ『カウボーイビバップ』）
- 第121回 8月19日　コーナー休止
- 第122回 8月26日　「人か阿修羅か龍神か。正義の心は父の薫陶。アブノーマルは母の教え。人身乱れしこの混乱の世に、時を越えて蘇る陶酔の美学、肉体の悪魔。その雄姿に人々は喝采し、その技に悪人は戦慄。いざ、諸人こぞりて、声高らかに唱和せん。それは私のおいなりさんだ！」（漫画『究極!!変態仮面』）
- 第123回 9月9日　「俺は多襄丸だ」（映画『TAJOMARU』）
- 第124回 9月16日　「許せ、腹が減っているんだ」（映画『TAJOMARU』）
- 第125回 9月23日　「大丈夫だ。安心して寝ろ」（映画『TAJOMARU』）
- 第126回 9月30日　「限界はあるものではなく、自分で決めるものでござるよ。」（漫画『るろうに剣心』）
- 第127回 10月7日　コーナー休止 ※台風18号上陸の報道のため
- 第128回 10月14日　「今度は月キュン！」（ドラマ『東京DOGS』スポット）
- 第129回 10月21日　「お前愛想ないな」（ドラマ『東京DOGS』松永由岐）
- 第130回 10月28日　「常識とは18歳までに身に付けた偏見のコレクションのことを言う」（アインシュタイン）
- 第131回 11月4日　「怒っているんじゃない、これは愛なんだ」（映画『マイケル・ジャクソン THIS IS IT』）
- 第132回 11月11日　「コイツら月9的に事件です。今度は月キュン」（ドラマ『東京DOGS』キャッチコピー）
- 第133回 11月18日　「最も難しい三つのことは、秘密を守ること、他人から受けた危害を忘れること、暇な時間を利用すること。 」（マルクス・トゥッリウス・キケロ）
- 第134回 11月25日　「友情とは二つの肉体に宿れる一つの魂である」（アリストテレス）
- 第135回 12月2日　「これは失敗ではない。こうしたら上手くいかないという発見だ」（エジソン）
- 第136回 12月9日　「ハハッ、ボクミッキー」（ミッキーマウス）
- 第137回 12月16日　「お前は俺が守る」（ドラマ『東京DOGS』高倉奏）
- 第138回 12月30日　「一人の人間が直接出来ることには限りがある。しかし、一人が十人を奮い立たせ、共に行動してくれるようになれば、それは既に偉大なことを成し遂げたことになる」（ウィルバー・ライト）

### 2010年
- 第139回 1月13日　「全ての成功の秘訣は仕事に惚れ込むことである」（ウォルト・ディズニー）
- 第140回 1月20日　「迷ったっていいじゃない。人生は誰だって初めてだ」（絵本『ちびギャラ』）
- 第141回 1月27日　「明け行く毎日をお前の最後の日と思え」（モンテーニュ）
- 第142回 2月3日　「パーフェクトアクターになりたい」（『情熱大陸』生田斗真）
- 第143回 2月10日　「人生はかけ算だ。どんなにチャンスがあっても君がゼロなら意味がない」（ナカムラミツル）
- 第144回 2月17日　「シャキーン」（江崎グリコ「POs-Ca」CM）
- 第145回 2月24日　「それは私のおいなりさんだ」（漫画『究極!!変態仮面』）
- 第146回 3月3日　「ただいま」
- 第147回 3月10日　「ひとりで見る夢は夢でしかない。 しかし誰かと見る夢は現実だ」（オノ・ヨーコ）
- 第148回 3月17日　コーナー休止
- 第149回 3月24日　コーナー休止
- 第150回 3月31日　「失敗したって許されるのが10代の特権」（小栗旬）

### 備考
- 番組終了時には「それでは皆さん良い夜明けをお迎えください。小栗旬でした。バイバイ」が定着している。

## 終了したコーナー
- 実写版見ちゃいました!!
- 実話（仮）
- 伝説の不良エピソード
- 僕もさみしいです
- 旬のはじらい
- 貧乏道
- ずっと好きでした
- サボテンだんご
- パンスト一本背負い
- もっと、ちょうだい
- オグポン教授と最後のホニャララ
- トークのお題（仮）
- 旬兄ちゃん
- 深夜の生電話
- 愛のプロローグ
- 思い出のリクエスト（笑）
- 戦国武将じゃ!
- オグ姉
- 月キュン！
- それは私のお稲荷さんだ

## エンディングテーマ
- はっぴいえんど『風をあつめて』（第1回 - 第67回）
- 西岡恭蔵『プカプカ』（第68回 - 第114回）
- 菅野よう子『Waltz For Zizi』（第115回 - 第150回）

## ゲスト
※印は電話での出演

### 2007年
- 第1回 1月3日 井上真央 （女優）
- 第4回 1月24日 長谷川康夫 （脚本家）
- 第7回 2月21日 松本潤 （嵐・俳優、タレント）、阿部力 （俳優）、松田翔太 （俳優）、井上真央※
- 第10回 3月14日 ムラサキ （イラストレーター）
- 第11回 3月21日 松浦亜弥 （歌手）
- 第12回 3月28日 三間雅文　（音響監督）
- 第13回 4月4日　増本庄一郎 （芸人・俳優・監督・脚本家）
- 第14回 4月11日 ドランクドラゴン （芸人）
- 第22回 6月13日 ユースケ・サンタマリア （俳優・タレント）
- 第23回 6月20日 石原さとみ （女優）
- 第25回 7月4日　生田斗真 （俳優、ジャニーズJr.）
- 第26回 7月18日　水野美紀 （女優）
- 第29回 8月8日　成宮寛貴 （俳優）
- 第31回 8月29日　生田斗真
- 第33回 9月12日　生田斗真、堀北真希 （女優）
- 第34回 9月19日　所英男 （総合格闘家）
- 第36回 10月3日　生田斗真
- 第37回 10月10日　伊崎右典、伊崎央登 （FLAME・俳優、歌手）
- 第38回 10月17日　吉田尚記（ニッポン放送アナウンサー）
- 第39回 10月24日　山田孝之 （俳優）
- 第40回 10月31日　山田孝之、三池崇史※（映画監督）
- 第41回 11月7日　成宮寛貴
- 第42回 11月21日　山田孝之、マダム・ミハエル （占い師）
- 第44回 12月5日　勝地涼 （俳優）、長谷川博己 （俳優）、横田栄司 （俳優）
- 第45回 12月12日　義家弘介 （教育者、参議院議員）
- 第46回 12月26日 八嶋智人 （俳優）、生田斗真、HARCO （歌手）

### 2008年
- 第50回 1月16日 ヒダカトオル （BEAT CRUSADERS・歌手）
- 第51回 1月23日 吉田鋼太郎（俳優）、横田栄司
- 第52回 1月30日　古田新太（俳優）
- 第53回 2月6日　八嶋智人
- 第54回 2月13日　八嶋智人、山田優 （ファッションモデル・女優・歌手）
- 第55回 2月20日　麒麟 （芸人）
- 第58回 3月12日　田中圭 （俳優）
- 第61回 4月9日　横田栄司
- 第62回 4月16日　ゆず （歌手）
- 第66回 5月21日　大泉洋 （TEAM NACS・俳優）
- 第67回 5月28日　小出恵介 （俳優）
- 第68回 6月4日　AKIRA（EXILE、パフォーマー、俳優）
- 第69回 6月11日　阿部力、サタケミキオ（脚本家、俳優）
- 第70回 6月18日　井上真央
- 第71回 6月25日　井上真央、松本潤、松田翔太、阿部力
- 第72回 7月2日　生田斗真
- 第73回 7月9日　山田孝之、リア・ディゾン（歌手、モデル）
- 第77回 8月13日　岩松了（劇作家、演出家、俳優）
- 第78回 8月20日　佐藤翔治（バドミントン選手）
- 第79回 8月27日　LARRY、MONICA（The World of GOLDEN EGGSボイスキャスト）
- 第80回 9月3日　セロ（プロマジシャン）
- 第81回 9月10日　柴田淳（シンガーソングライター）
- 第82回 9月17日　やべきょうすけ、山田孝之、伊崎央登、高岡蒼甫（俳優）
- 第83回 9月24日　田中圭、アンジェラ・アキ（シンガーソングライター）
- 第84回 10月1日　古田新太、水川あさみ（女優）
- 第85回 10月8日　生田斗真
- 第86回 10月22日　清水翔太（シンガーソングライター）、城田優（俳優）
- 第88回 11月5日　八嶋智人
- 第89回 11月12日　南明奈（タレント、ファッションモデル、グラビアアイドル、女優）
- 第92回 12月10日　魔裟斗（キックボクサー）

### 2009年
- 第98回 2月11日　タナカノリユキ（アートディレクター）、ShinYa（ヘアメイクアーティスト）
- 第99回 2月18日　藤原竜也（俳優）、高橋努（俳優）
- 第100回 3月4日　井上真央、山田孝之、やべきょうすけ、高橋努、桐谷健太（俳優）、遠藤要（俳優）、鈴之助（俳優）
- 第101回 3月11日　藤巻亮太（歌手）
- 第102回 3月18日　生田斗真
- 第103回 4月1日　山田孝之、笑福亭鶴瓶（落語家・タレント・俳優）
- 第104回 4月8日　三池崇史
- 第105回 4月15日　金子ノブアキ（ドラマー・俳優）
- 第106回 4月22日　玉木宏（俳優・歌手）、八嶋智人※
- 第107回 4月29日　木村了（俳優）、勝地涼、梶原善（俳優）、吉田鋼太郎、古田新太、高岡早紀（女優）
- 第108回 5月13日　生田斗真、高橋努※
- 第109回 5月20日　スキマスイッチ（歌手）
- 第112回 6月10日　上地雄輔（俳優・タレント・歌手）
- 第114回 6月24日　生田斗真
- 第117回 7月15日　トータス松本（歌手・俳優）
- 第118回 7月22日　山下智久（NEWS・俳優・タレント）
- 第119回 8月5日　金子ノブアキ
- 第121回 8月19日　妻夫木聡（俳優）、上地雄輔、石原良純（俳優・タレント・気象予報士）、松方弘樹（俳優）
- 第122回 8月26日　ナイツ（芸人）
- 第123回 9月9日　やべきょうすけ、山口祥行（俳優）、須賀貴匡（俳優）、綾野剛（俳優）
- 第124回 9月16日　田中圭、中野裕之（映画監督）
- 第125回 9月23日　池内博之（俳優）
- 第126回 9月30日　是枝裕和（映画監督）、NON STYLE（芸人）
- 第127回 10月7日　藤原竜也
- 第129回 10月21日　吉高由里子（女優）
- 第131回 11月4日　勝地涼
- 第132回 11月11日　吉田鋼太郎、八嶋智人
- 第133回 11月18日　水野美紀、柴田淳
- 第134回 11月25日　笑福亭鶴瓶
- 第135回 12月2日　TAKUYA（芸人）、吉田尚記
- 第136回 12月9日　東幹久（俳優）
- 第137回 12月16日　フットボールアワー（芸人）
- 第138回 12月30日　生田斗真、あんど慶周（漫画家・イラストレーター）

### 2010年
- 第139回 1月13日　テリー・ギリアム（映画監督）
- 第141回 1月27日　太志（Aqua Timez・歌手）、河村賢治（小栗の元付き人・俳優）
- 第142回 2月3日　生田斗真
- 第144回 2月17日　藤原竜也
- 第145回 2月24日　あんど慶周
- 第146回 3月3日　miwa（シンガーソングライター）
- 第147回 3月10日　松本潤
- 第148回 3月17日　生田斗真
- 第150回 3月31日　木梨憲武（とんねるず・芸人）、佐藤浩市（俳優）、笑福亭鶴瓶
- 番組本「旬刊小栗」特別対談付録CD　岡村隆史（ナインティナイン・芸人）

### 備考
- 主にゲストは番組開始20分頃から登場し、1時間ほど出演することが多いが、ゲストによっては最後まで（または最初から）出演する場合もある。また、最近では飛び入りで出演するパターンも多くなっている。
- 最多出演者は生田斗真で、これまでに13回出演している。ゲスト出演10回目にあたる第114回の放送ではケーキで祝った。また、生田の他にも複数回登場しているゲストが多数いる。
- 小栗が出演する映画の公開月には「（映画のタイトル）祭」と題し、3週に渡って映画に関するゲストを招き、撮影の裏話などのトークを繰り広げる。また、それ専用のジングルも作られている。これまでに「クローズ祭」（2007年10月）、「ハナオトコ祭」（2008年6月）、「クローズZEROⅡ祭」（2009年4月）、「TAJOMARU祭」（2009年9月）が行われた。
- 第100回では、蜷川幸雄、松本潤、藤原竜也、生田斗真、吉田鋼太郎、横田栄司、オグポン少年（新保友映）、岡村隆史からコメントが寄せられた。
- 最終回（第150回）では上記のゲストが飛び入りで出演。木梨、佐藤と共に松本潤もスタジオに駆けつけていたが、所属事務所との兼ね合いにより出演することはなかった[9]。また、井上真央、横田栄司、演劇部員3人からコメントが、「代読屋」のコーナーでは生田斗真から手紙が寄せられた。
- 番組終了後に発売された番組本「旬刊小栗」の付録CDでレギュラー放送で実現できなかった岡村隆史がゲスト出演。普段の番組と同様にトークがおこなわれた。通常放送では流せないような小栗の酒の席での失態の数々の赤裸々トークが繰り広げられた。

## 代理番組

### 2007年
- 2月7日 MISIA　（MISIAのオールナイトニッポン）
- 4月25日 嵐　（嵐のオールナイトニッポン）
- 7月11日 Golden Circle　（Golden Circleのオールナイトニッポン）
- 8月22日 aiko　（aikoのオールナイトニッポン）
- 11月14日 NEWS  （NEWSのオールナイトニッポン）

### 2008年
- 3月19日 青山テルマ　（青山テルマのオールナイトニッポン）
- 4月30日 mihimaru GT　（mihimaru GTのオールナイトニッポン）
- 7月30日 岩松了　（岩松了のオールナイトニッポン）
- 10月29日 MAX松浦　（MAX松浦のオールナイトニッポン）
- 11月19日 奥華子　（奥華子のオールナイトニッポン[10]）
- 12月17日 GIRL NEXT DOOR　（GIRL NEXT DOOR千紗のオールナイトニッポン）
- 12月24日 東貴博　（東貴博のオールナイトニッポン ミュージックソンスペシャル[11]）
- 12月31日 義家弘介　（ヤンキー先生!義家弘介のオールナイトニッポン～2009年、夢への第一歩～[11]）

### 2009年
- 2月25日 GIRL NEXT DOOR　（GIRL NEXT DOOR千紗のオールナイトニッポン）
- 3月25日 有野晋哉（よゐこ）　（有野晋哉のオールナイトニッポン featuring 鋼の錬金術師）
- 5月6日 オードリー　（オードリーのオールナイトニッポン）
- 7月29日 鈴木おさむ　（川村カオリのためのオールナイトニッポン[12]）
- 9月2日 三宅裕司　（三宅裕司のオールナイトニッポン）
- 12月23日 HY、鈴木亜美、宇野実彩子（AAA）、青木さやか　（オールナイトニッポンX'mas mu-moスペシャル）

### 2010年
- 1月6日 IMALU　（IMALUのオールナイトニッポン）

## その他
- くりぃむしちゅーのオールナイトニッポン同様、終了演出を行うことがあった。
- 八嶋智人（ラジオネーム"メガネっこ純情"）と横田栄司が番組にメールを送ったことがあった。また、小栗の兄や姉も小栗の携帯電話にメールを送ったこともある。
- 小栗の愛読書である『究極!!変態仮面』の作者あんど慶周が第138回の放送でゲスト出演した際の様子が同作のコミック文庫第5巻に掲載されている。

## シュアリー・サムデイ公開直前スペシャル
2010年7月14日に小栗が監督を務めた『シュアリー・サムデイ』のプロモーションとして、レギュラー放送当時と同じ水曜深夜に1夜限りの復活を果たした。

### オープニングの台詞
- 放送作家・三枝玄樹考案の「カップルのやりとり」と「一夜限りの復活」を掛けたもの。

女「ねえ最近ご無沙汰すぎて我慢できないよ。もうそろそろ欲しいなあ。」
男「え？欲しいって何が欲しいんだよ。」
女「何って、アレ。」
男「アレじゃ分かんねえよ。ちゃんと口で言ってみろよ。」
女「えー恥ずかしくて言えないよ。」
男「なら、あげねえから。」
女「やーだー。お願い！一回だけでいいから。」
男「ったくしょうかねえな。今夜だけだぞ。」
女「もう、うーれーしーいー。」

### ゲスト
- 勝地涼、綾野剛、鈴木亮平（俳優）、ムロツヨシ（俳優）、小西真奈美（女優）

主役の小出恵介はスケジュールの都合で来ることが出来なかった。

### 内容
- 映画タイトルに掛けてテーマは「いつかきっとやりたいこと」。
- 放送時間内にメールを送ったリスナーの中から抽選で5名に地下に眠っていたという（スタッフ談）番組特製OGRTシャツがプレゼントされた。
- 冒頭から約20分は一人でフリートーク。レギュラー放送当時と同様に近況報告などを行い、番組本に関するエピソードも披露。
- フリートーク後は映画の出演者5人をゲストを迎え、撮影エピソード等を披露。後半になって翌日「笑っていいとも！」生出演を控えていた小西が抜け、男性4人と共にエンディングに入る前までトークを行った。

## 岳公開直前スペシャル
2011年5月4日に小栗が主演を務める「岳 みんなの山」のプロモーションとしてヒロインを演じた長澤まさみとWパーソナリティの形で水曜深夜に放送された（番組名は「小栗旬と長澤まさみのオールナイトニッポン」）。

### ゲスト
- 片山修、山本義昭（山岳ガイド）

### 内容
- 劇中で小栗演じる島崎三歩の口癖に掛けてテーマは「最近がんばったこと」。
- 一夜限りでレギュラー放送当時の小栗のあだ名「旬カーベル」が復活した。また、長澤は自身初めてのラジオ生放送。

## スタッフ
スタッフ全員が小栗より1つ年上で、放送作家の三枝とADのナガミは初回から担当していた。
- ディレクター：冨山雄一（通称トミー）
- 放送作家：三枝玄樹
放送開始から担当。時折聞こえる笑い声は彼のもので、小栗が話題を振っても頑なに喋ろうとしない。
- ミキサー：大坪（通称こけし）
「全国こけしファン倶楽部」「オグ姉」の考案者。妹と暮らしている。
- AD：ナガミ

### 過去のスタッフ
- ディレクター：石田誠（2007年1月3日-不明）